# The Women’s Tour 2018
5. edycja kobiecego, etapowego wyścigu kolarskiego The Women’s Tour odbyła się w dniach 13–17 czerwca 2018 roku w Wielkiej Brytanii. Liczyła pięć etapów o łącznym dystansie 678,1 km.
The Women’s Tour był trzynastym w sezonie wyścigiem cyklu UCI Women’s World Tour, będącym serią najbardziej prestiżowych zawodów kobiecego kolarstwa.

## Etapy
| Etap | Data       | Start – Meta                      | km  | Typ    | Zwycięzca etapu   | Lider          |
| ---- | ---------- | --------------------------------- | --- | ------ | ----------------- | -------------- |
| 1.   | 13 czerwca | Framlingham – Southwold           | 130 | Płaski | Jolien D’Hoore    | Jolien D’Hoore |
| 2.   | 14 czerwca | Rushden – Daventry                | 145 | Płaski | Coryn Rivera      | Coryn Rivera   |
| 3.   | 15 czerwca | Atherstone – Royal Leamington Spa | 151 | Płaski | Sarah Roy         | Coryn Rivera   |
| 4.   | 16 czerwca | Evesham – Worcester               | 130 | Płaski | Amalie Dideriksen | Coryn Rivera   |
| 5.   | 17 czerwca | Dolgellau – Colwyn Bay            | 122 | Płaski | Lotta Lepistö     | Coryn Rivera   |

### Etap 1 – 13.06: Framlingham – Southwold – 130 km
| #   | Zawodnik             | Zespół           | Czas       |
| --- | -------------------- | ---------------- | ---------- |
| 1.  | Jolien D’Hoore       | Mitchelton-Scott | 3h 14' 39" |
| 2.  | Marta Bastianelli    | Alé–Cipollini    | + 0"       |
| 3.  | Coryn Rivera         | Team Sunweb      | + 0"       |
|     |                      |                  |            |
| 54. | Katarzyna Niewiadoma | Canyon–SRAM      | + 0"       |
| 69. | Katarzyna Pawłowska  | Team Virtu       | + 0"       |
| 72. | Anna Plichta         | Boels-Dolmans    | + 0"       |

| #   | Zawodnik             | Zespół           | Czas       |
| --- | -------------------- | ---------------- | ---------- |
| 1.  | Jolien D’Hoore       | Mitchelton-Scott | 3h 14' 29" |
| 2.  | Coryn Rivera         | Team Sunweb      | + 2"       |
| 3.  | Marta Bastianelli    | Alé–Cipollini    | + 4"       |
|     |                      |                  |            |
| 54. | Katarzyna Niewiadoma | Canyon–SRAM      | + 10"      |
| 69. | Katarzyna Pawłowska  | Team Virtu       | + 10"      |
| 72. | Anna Plichta         | Boels-Dolmans    | + 10"      |

### Etap 2 – 14.06: Rushden – Daventry – 145 km
| #   | Zawodnik             | Zespół        | Czas       |
| --- | -------------------- | ------------- | ---------- |
| 1.  | Coryn Rivera         | Team Sunweb   | 4h 08' 06" |
| 2.  | Marianne Vos         | WaowDeals     | + 0"       |
| 3.  | Christine Majerus    | Boels-Dolmans | + 0"       |
|     |                      |               |            |
| 27. | Katarzyna Pawłowska  | Team Virtu    | + 17"      |
| 32. | Katarzyna Niewiadoma | Canyon–SRAM   | + 17"      |
| 81. | Anna Plichta         | Boels-Dolmans | + 3' 02"   |

| #   | Zawodnik             | Zespół        | Czas       |
| --- | -------------------- | ------------- | ---------- |
| 1.  | Coryn Rivera         | Team Sunweb   | 7h 22' 22" |
| 2.  | Danielle King        | WaowDeals     | + 0"       |
| 3.  | Marianne Vos         | WaowDeals     | + 0"       |
|     |                      |               |            |
| 17. | Katarzyna Niewiadoma | Canyon–SRAM   | + 39"      |
| 30. | Katarzyna Pawłowska  | Team Virtu    | + 40"      |
| 81. | Anna Plichta         | Boels-Dolmans | + 3' 25"   |

### Etap 3 – 15.06: Atherstone – Leamington Spa – 151 km
| #   | Zawodnik             | Zespół              | Czas       |
| --- | -------------------- | ------------------- | ---------- |
| 1.  | Sarah Roy            | Mitchelton-Scott    | 3h 55' 09" |
| 2.  | Giorgia Bronzini     | Cylance Pro Cycling | + 0"       |
| 3.  | Marianne Vos         | WaowDeals           | + 0"       |
|     |                      |                     |            |
| 13. | Katarzyna Pawłowska  | Team Virtu          | + 2"       |
| 28. | Katarzyna Niewiadoma | Canyon–SRAM         | + 2"       |
| 86. | Anna Plichta         | Boels-Dolmans       | + 8' 31"   |

| #   | Zawodnik             | Zespół        | Czas        |
| --- | -------------------- | ------------- | ----------- |
| 1.  | Coryn Rivera         | Team Sunweb   | 11h 17' 27" |
| 2.  | Marianne Vos         | WaowDeals     | + 16"       |
| 3.  | Danielle King        | WaowDeals     | + 20"       |
|     |                      |               |             |
| 21. | Katarzyna Niewiadoma | Canyon–SRAM   | + 45"       |
| 27. | Katarzyna Pawłowska  | Team Virtu    | + 46"       |
| 81. | Anna Plichta         | Boels-Dolmans | + 12' 00"   |

### Etap 4 – 16.06: Evesham – Worcester – 130 km
| #   | Zawodnik             | Zespół        | Czas       |
| --- | -------------------- | ------------- | ---------- |
| 1.  | Amalie Dideriksen    | Boels-Dolmans | 3h 31' 19" |
| 2.  | Lotta Lepistö        | Cervélo-Bigla | + 0"       |
| 3.  | Marianne Vos         | WaowDeals     | + 0"       |
|     |                      |               |            |
| 19. | Katarzyna Pawłowska  | Team Virtu    | + 0"       |
| 53. | Katarzyna Niewiadoma | Canyon–SRAM   | + 0"       |
| 87. | Anna Plichta         | Boels-Dolmans | + 0"       |

| #   | Zawodnik             | Zespół        | Czas        |
| --- | -------------------- | ------------- | ----------- |
| 1.  | Coryn Rivera         | Team Sunweb   | 14h 48' 44" |
| 2.  | Marianne Vos         | WaowDeals     | + 14"       |
| 3.  | Danielle King        | WaowDeals     | + 22"       |
|     |                      |               |             |
| 21. | Katarzyna Niewiadoma | Canyon–SRAM   | + 47"       |
| 22. | Katarzyna Pawłowska  | Team Virtu    | + 48"       |
| 77. | Anna Plichta         | Boels-Dolmans | + 12' 02"   |

### Etap 5 – 17.06: Dolgellau – Colwyn Bay – 122 km
| #   | Zawodnik             | Zespół              | Czas       |
| --- | -------------------- | ------------------- | ---------- |
| 1.  | Lotta Lepistö        | Cervélo–Bigla       | 3h 03' 55" |
| 2.  | Giorgia Bronzini     | Cylance Pro Cycling | + 0"       |
| 3.  | Marianne Vos         | WaowDeals           | + 0"       |
|     |                      |                     |            |
| 40. | Katarzyna Niewiadoma | Canyon–SRAM         | + 0"       |
| DNF | Katarzyna Pawłowska  | Team Virtu          | -          |
| DNF | Anna Plichta         | Boels-Dolmans       | -          |

| #   | Zawodnik             | Zespół      | Czas        |
| --- | -------------------- | ----------- | ----------- |
| 1.  | Coryn Rivera         | Team Sunweb | 17h 52' 36" |
| 2.  | Marianne Vos         | WaowDeals   | + 11"       |
| 3.  | Danielle King        | WaowDeals   | + 25"       |
|     |                      |             |             |
| 20. | Katarzyna Niewiadoma | Canyon–SRAM | + 50"       |

## Liderzy klasyfikacji po etapach
| Etap                 | Zwycięzca            | Klasyfikacja generalna | Klasyfikacja punktowa | Klasyfikacja górska  | Klasyfikacja sprinterska | Klasyfikacja drużynowa |
| -------------------- | -------------------- | ---------------------- | --------------------- | -------------------- | ------------------------ | ---------------------- |
| 1                    | Jolien D’Hoore       | Jolien D’Hoore         | Jolien D’Hoore        | Christine Majerus    | Amy Pieters              | WaowDeals              |
| 2                    | Coryn Rivera         | Coryn Rivera           | Coryn Rivera          | Elisa Longo Borghini | Coryn Rivera             | WaowDeals              |
| 3                    | Sarah Roy            | Coryn Rivera           | Coryn Rivera          | Elisa Longo Borghini | Coryn Rivera             | WaowDeals              |
| 4                    | Amalie Dideriksen    | Coryn Rivera           | Marianne Vos          | Elisa Longo Borghini | Coryn Rivera             | WaowDeals              |
| 5                    | Lotta Lepistö        | Coryn Rivera           | Marianne Vos          | Elisa Longo Borghini | Coryn Rivera             | WaowDeals              |
| Klasyfikacja końcowa | Klasyfikacja końcowa | Coryn Rivera           | Marianne Vos          | Elisa Longo Borghini | Coryn Rivera             | WaowDeals              |

## Klasyfikacje końcowe

### Klasyfikacja generalna
|     | Zawodnik             | Zespół        | Czas        |
| --- | -------------------- | ------------- | ----------- |
| 1   | Coryn Rivera         | Team Sunweb   | 17h 52' 36" |
| 2   | Marianne Vos         | WaowDeals     | + 11"       |
| 3   | Danielle King        | WaowDeals     | + 25"       |
| 4   | Christine Majerus    | Boels-Dolmans | + 27"       |
| 5   | Amy Pieters          | Boels-Dolmans | + 28"       |
|     |                      |               |             |
| 20. | Katarzyna Niewiadoma | Canyon-SRAM   | + 50"       |

### Klasyfikacja punktowa
| M-ce | Zawodnik         | Zespół              | Punkty |
| ---- | ---------------- | ------------------- | ------ |
| 1.   | Marianne Vos     | WaowDeals           | 44     |
| 2.   | Coryn Rivera     | Team Sunweb         | 34     |
| 3.   | Giorgia Bronzini | Cylance Pro Cycling | 31     |

### Klasyfikacja górska
| M-ce | Zawodnik             | Zespół       | Punkty |
| ---- | -------------------- | ------------ | ------ |
| 1.   | Elisa Longo Borghini | Wiggle High5 | 44     |
| 2.   | Katarzyna Niewiadoma | Canyon-SRAM  | 22     |
| 3.   | Ellen van Dijk       | Team Sunweb  | 18     |

### Klasyfikacja drużynowa
| M-ce | Zespół        | Czas        |
| ---- | ------------- | ----------- |
| 1.   | WaowDeals     | 53h 39′ 28″ |
| 2.   | Team Sunweb   | + 17"       |
| 3.   | Boels-Dolmans | + 19"       |